# Premi Sant Jordi de novel·la
Der Premi Sant Jordi de novel·la, meist abgekürzt Premi Sant Jordi, auf Deutsch „Sankt-Georgs-Preis“, ist ein katalanischer Literaturpreis, der jährlich für Romane in katalanischer Sprache vergeben wird. Die Vergabe erfolgt normalerweise am 13. Dezember zum Luciafest, oder an einem Datum in dessen unmittelbarer Nähe. Er gilt als eine der wichtigsten Auszeichnungen der katalanischen Literatur.
Ausgeschrieben und finanziert wird der Preis vom Kulturverein Òmnium Cultural sowie dem Verlag Fundació Enciclopèdia Catalana. Der Preis wurde im Jahr 1947 begründet; vor 1960 hieß er Premi Joanot Martorell, zu Ehren des spätmittelalterlichen Schriftstellers Joanot Martorell (1410–1465). Der Preis ist heute (2020) mit 60.000 Euro dotiert.

## Preisträger

### Premi Joanot Martorell
- 1947: Cèlia Sunyol mit Primera part
- 1948: Maria Aurèlia Capmany i Farnés mit El cel no és transparent
- 1949: nicht ausgeschrieben
- 1950: nicht ausgeschrieben
- 1951: Josep Pla mit El carrer estret
- 1952: Xavier Benguerel i Llobet mit La família Rouquier
- 1953: Josep Maria Espinàs mit Com ganivets o flames
- 1954: Manuel de Pedrolo mit Estrictament personal
- 1955: Joan Sales mit Incerta glòria
- 1956: Ramon Folch i Camarasa mit La maroma
- 1957: Blai Bonet mit El mar
- 1958: Miquel Llor mit Un camí de Damasc
- 1959: Ricard Salvat i Ferré mit Animals destructors de lleis

### Premi Sant Jordi
- 1960: Enric Massó i Urgellès mit Viure no és fàcil
- 1961: Josep Maria Espinàs mit L’últim replà
- 1962: Manuel de Pedrolo mit Balanç fins a la matinadapor
- 1963: Pere Calders mit L’ombra de l’atzavara
- 1964: Ramon Folch i Camarasa mit La visita
- 1965: Estanislau Torres mit La derrota
- 1966: Mercè Rodoreda mit El carrer de les Camèlies
- 1967: Antònia Vicens mit 39° a l’ombra
- 1968: Maria Aurèlia Capmany i Farnés mit Un lloc entre els morts
- 1969: nicht ausgeschrieben
- 1970: Josep Maria Sonntag mit Nifades
- 1971: Vicenç Riera Llorca mit Fes memòria, Bel
- 1972: Avel·lí Artís-Gener mit L’enquesta del Canal Quatre
- 1973: Miquel Àngel Riera mit La casa encesa
- 1974: Josep Albanell mit Pinyol tot salivat
- 1975: Pau Faner mit Un regne mit a mi
- 1976: Montserrat Roig i Fransitorra mit El temps de les cireres
- 1977: Ferran Cremades mit Coll de serps
- 1978: Jordi Carbonell i Tries mit Un home qualsevol
- 1979: Antoni Mus mit La senyora
- 1980: Joan Mas i Bauzà mit L’espectacle
- 1981: Vicenç Villatoro mit Evangeli gris
- 1982: Antoni Pasqual mit Christian
- 1983: Jaume Cabré mit La teranyina
- 1984: Olga Xirinacs mit Al meu cap una llosa
- 1985: Isidre Grau mit Els colors de l’aigua
- 1986: Baltasar Porcel mit Les primaveres i les tardors
- 1987: Ricard Creus mit Posicions
- 1988: Agustí Alcoberro mit Retrat de Carme en penombra
- 1989: nicht ausgeschrieben
- 1990: Ferran Cremades mit Línia trencada
- 1991: Robert Saladrigas mit El sol de la tarda
- 1992: Maria Mercè Roca mit Cames de seda
- 1993: Isabel-Clara Simó mit La salvatge
- 1994: Ferran Torrent i Llorca mit Gràcies per la propina
- 1995: Nèstor Luján mit Els fantasmes del Trianon
- 1996: Jordi Mata mit El misteri de Berlín
- 1997: Alfred Bosch i Pascual mit L’atles furtiu
- 1998: Miquel de Palol mit El Quincorn. Una història romàntica
- 1999: Emili Teixidor mit El llibre de les mosques
- 2000: Jordi Coca mit Sota la pols
- 2001: David Castillo i Buïls mit No miris enrere
- 2002: Joan Francesc Mira i Casterà mit Purgatori
- 2003: Carme Riera mit La meitat de l’ànima
- 2004: Emili Rosales i Castellà mit La ciutat invisible
- 2005: Julià de Jòdar mit El mit all impur
- 2006: Joaquim Pijoan i Arbocer mit Sayonara Barcelona
- 2007: Pep Coll (Josep Coll i Martí) mit Les senyoretes de Lourdes
- 2008: Lluís-Anton Baulenas i Setó mit El nas de Mussolini
- 2009: Xavier Bosch i Sancho mit Se sabrà tot
- 2010: Ramon Solsona i Sancho mit L’home de la maleta
- 2011: Sebastià Alzamora i Martín mit Crim de sang
- 2012: Màrius Serra i Roig mit Plans de futur
- 2013: Vicenç Pagès i Jordà mit Dies de frontera
- 2014: Joan Carreras i Goicoechea mit L’àguila negra
- 2015: Josep Puig i Ponsa mit La vida sense la Sara Amat
- 2016: David Cirici i Alomar mit El setè àngel
- 2017: Joan-Lluís Lluís mit Jo sóc aquell que va matar Franco
- 2018: Jordi Cabré i Trias mit Digues un desig
- 2019: David Nel·lo  mit Les amistats traïdes
- 2020: Víctor García Tur mit L'aigua que vols
- 2021: Sergi Belbel mit Morir-ne disset